# Wilberforce Eaves
Wilberforce Eaves (n. 10 decembrie 1867, Melbourne, Victoria, Australia – d. 2 februarie 1920, Londra, Regatul Unit al Marii Britanii și Irlandei) a fost un jucător de tenis ce a reprezentat Regatul Unit al Marii Britanii și al Irlandei de Nord, medaliat olimpic. A participat la o ediție a Jocurilor Olimpice (1908) în care a câștigat o medalie de bronz.

## Participări
Lista de mai jos prezintă principalele competiții la care a participat Wilberforce Eaves de-a lungul carierei.
- tennis at the 1908 Summer Olympics – men's outdoor singles[*]